# Sommarlägret (TV-serie)
Sommarlägret, på franska Flapacha, où es-tu ? ("Flapacha, var är du?"), är en fransk animerad småbarns-tv-serie från 2011 för barn 6–9 år, som visas på SVT Barnkanalen och Cartoon Network. Kusinerna Lisa och Mats hamnar på ett nedgånget sommarläger långt ute i skogen. Utöver barn och lägerledare finns en magisk skog att utforska, med förtrollade varelser, talande djur och andra spännande hemligheter. Den största utmaningen är att få träffa den mystiska varelsen Flapacha. I serien är totalt 19 barn på sommarlägret. Bara säsong 1 har dubbats till svenska.

## Sommarlägret i Sverige
Sommarlägret sändes första gången juni 2013 på Barnkanalen av Sveriges Television med 52 avsnitter. Svenska röster bland annat Max Nobel, Hanna Bhagavan, Beatrice Järås, Johan H:son Kjellgren